# Ordynacje Radziwiłłów herbu Trąby
Ordynacje Radziwiłłów – ordynacje rodowe w Rzeczypospolitej Obojga Narodów z ośrodkami w Nieświeżu, Ołyce i Klecku, założone na podstawie układu grodzieńskiego z 16 sierpnia 1586 roku zawartego przez synów Mikołaja Radziwiłła Czarnego. Zatwierdzone przez Sejm w 1589 roku. Powstanie tych trzech majoratów dało początek trzem liniom radziwiłłowskim. Od Mikołaja Krzysztofa Sierotki, najstarszego syna Mikołaja Czarnego, wywodziła się linia nieświeska; od Albrychta linia klecka, a od Stanisława linia ołycka.
Ordynacje te były dziedziczone zwykle z ojca na syna, z dwoma ważnymi wyjątkami. W 1813 roku po śmierci ordynata Dominika Hieronima Radziwiłła, wystąpił problem sukcesji. Po pierwsze, miał on przedślubnego syna, z którego matką się ożenił już po jego narodzinach, oraz córkę Stefanię urodzoną po ślubie, która jednak jako kobieta, nie mogła dziedziczyć ordynacji. W Austrii przyznano spadek i ordynację na rzecz syna Dominika, ale w Rosji na skutek intryg jego kuzyna Michała Hieronima Radziwiłła, car uznał za kolejnego ordynata syna księcia Michała, Antoniego Henryka Radziwiłła. Owo rozwiązanie wymagało oddzielenia od majątków ordynackich, majątków zwykłych, do których miała prawo jako legalna dziedziczka księżniczka Stefania. Był to proces skomplikowany i zakończony dopiero w połowie XIX wieku. Majątek księżnej Stefanii Wittgenstein był ogromny (ok. 1 mln ha po uwłaszczeniu chłopów) i nazywano go Schedą wittengsteinowską.
Kolejny problem pojawił się po śmierci księcia Antoniego Henryka Radziwiłła, gdyż jego synowie mieszkając razem z rodzinami w Berlinie w tym samym pałacu, przez całe życie odmawiali przeprowadzenia działu spadku, w tym ordynacji. Sprawę przeprowadzono dopiero po ich śmierci w 1873 roku, przyznając ordynację przygodzicką i ołycką potomkom Bogusława, zaś nieświeską i sukcesję w ordynacji kleckiej (w sumie około 150 000 ha) potomkom Wilhelma. Ci ostatni uzyskali później także erygowanie ordynacji dawidgródeckiej dla siebie od cara. W rękach ich bezpośrednich potomków ordynacje pozostały już do 1939 roku.

Herb Radziwiłłów

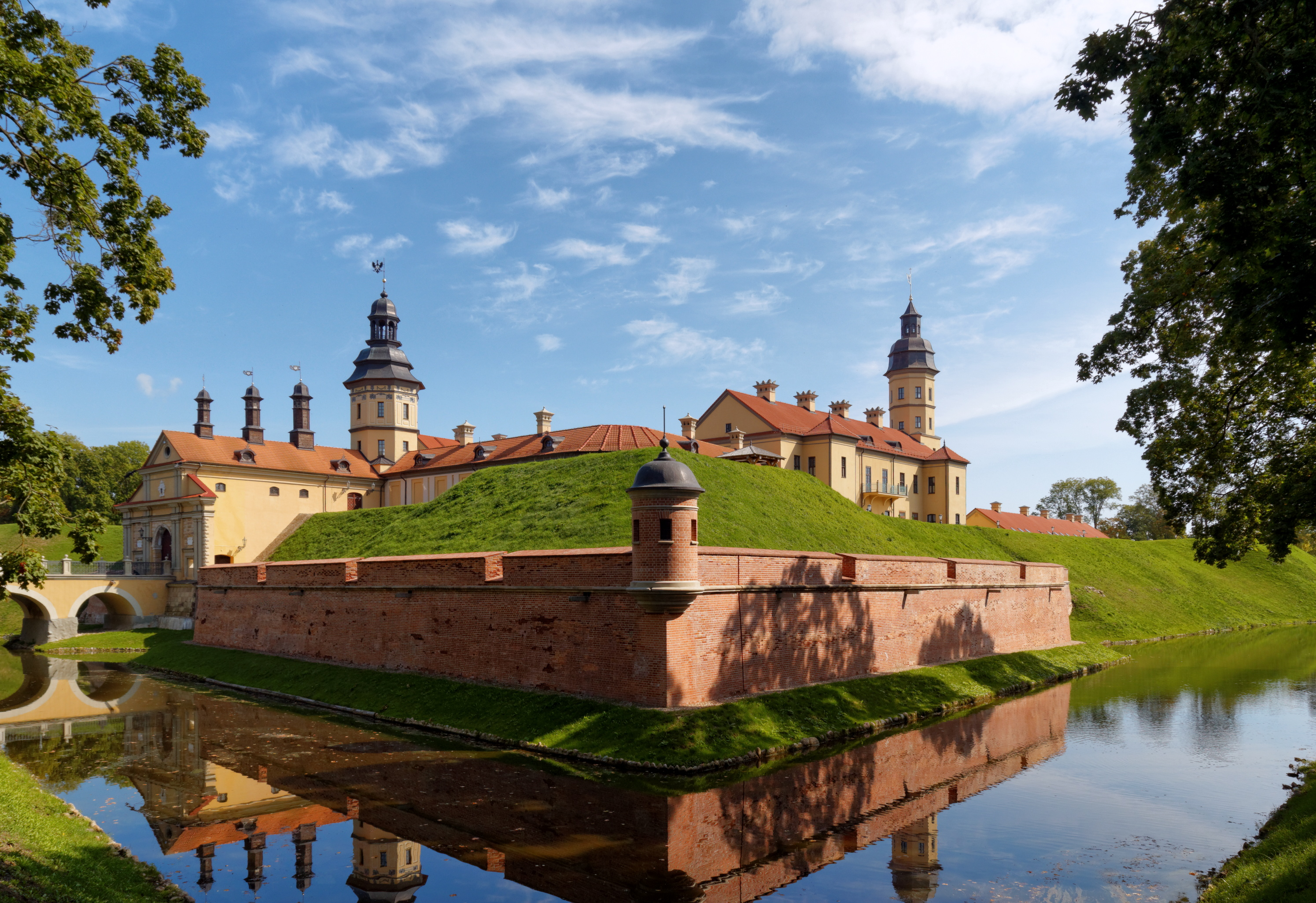
Zamek w Nieświeżu, rezydencja ordynatów nieświeskich

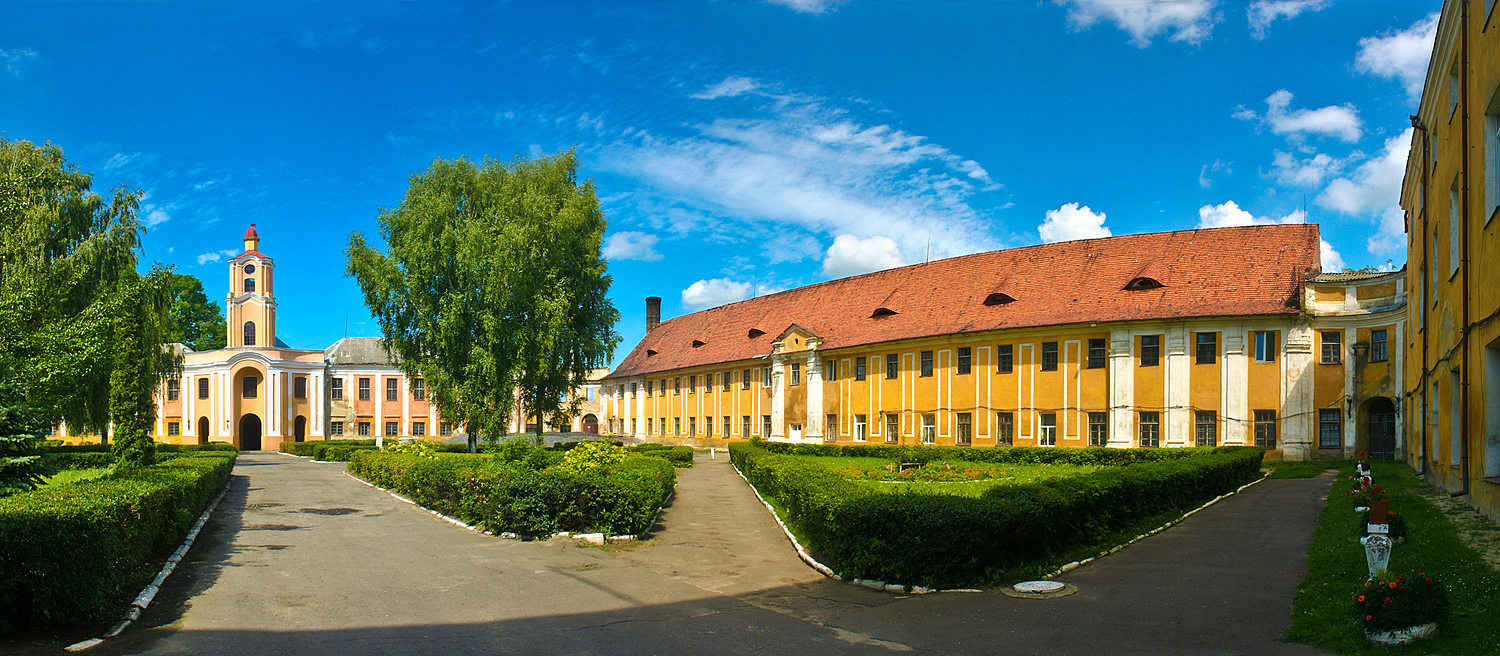
Zamek Radziwiłłów w Ołyce

## Ordynaci

### Ordynacja Nieświeska
- Mikołaj Krzysztof Radziwiłł Sierotka, I ordynat
- Jan Jerzy Radziwiłł, II ordynat, syn poprzedniego
- Albrycht Władysław Radziwiłł, III ordynat, brat poprzedniego
- Zygmunt Karol Radziwiłł, IV ordynat, brat poprzedniego
- Aleksander Ludwik Radziwiłł, V ordynat, brat poprzedniego
- Michał Kazimierz Radziwiłł, VI ordynat, syn poprzedniego
- Jerzy Józef Radziwiłł, VII ordynat, syn poprzedniego
- Karol Stanisław Radziwiłł, VIII ordynat, brat poprzedniego
- Michał Kazimierz Radziwiłł Rybeńko, IX ordynat, syn poprzedniego
- Karol Stanisław Radziwiłł Panie Kochanku, X ordynat, syn poprzedniego
- Dominik Hieronim Radziwiłł, XI ordynat, bratanek poprzedniego
- Antoni Henryk Radziwiłł, XII ordynat, daleki kuzyn,
- Wilhelm Radziwiłł, XIII ordynat, syn poprzedniego
- Antoni Wilhelm Radziwiłł, XIV ordynat, syn poprzedniego
- Jerzy Fryderyk Radziwiłł, XV ordynat, syn poprzedniego
- Albrecht Antoni Wilhelm Radziwiłł, XVI ordynat, syn poprzedniego
- Leon Władysław Radziwiłł, XVII ordynat, brat poprzedniego, ostatni ordynat

### Ordynacja Klecka
- Albrecht Radziwiłł, I ordynat
- Jan Albrycht Radziwiłł, II ordynat, syn poprzedniego
- Jan Władysław Radziwiłł, III ordynat, syn poprzedniego
- Michał Karol Radziwiłł, IV ordynat, brat poprzedniego
- Stanisław Kazimierz Radziwiłł, V ordynat, syn poprzedniego
- Dominik Mikołaj Radziwiłł VI ordynat, daleki kuzyn
- Jan Mikołaj Radziwiłł, VII ordynat, syn poprzedniego
- Marcin Mikołaj Radziwiłł, VIII ordynat, syn poprzedniego
- Józef Mikołaj Radziwiłł, IX ordynat, syn poprzedniego
- Michał Hieronim Radziwiłł, X ordynat, brat poprzedniego
- Ludwik Mikołaj Radziwiłł, XI ordynat, syn poprzedniego
- Leon Radziwiłł, XII ordynat, syn poprzedniego
- Jerzy Fryderyk Radziwiłł, XIII ordynat, kuzyn
- Albrecht Antoni Wilhelm Radziwiłł, XIV ordynat, syn poprzedniego
- Leon Władysław Radziwiłł, XV ordynat, brat poprzedniego

### Ordynacja Ołycka
- Stanisław Radziwiłł, I ordynat
- Mikołaj Krzysztof Radziwiłł, II ordynat, syn poprzedniego
- Albrycht Stanisław Radziwiłł, III ordynat, brat poprzedniego
- Michał Kazimierz Radziwiłł, IV ordynat, kuzyn poprzedniego
- Michał Kazimierz Radziwiłł Rybeńko, VII ordynat, syn poprzedniego
- Karol Stanisław Radziwiłł Panie Kochanku, VIII ordynat, syn poprzedniego
- Dominik Hieronim Radziwiłł, IX ordynat, bratanek poprzedniego
- Antoni Henryk Radziwiłł, X ordynat, daleki kuzyn
- Bogusław Fryderyk Radziwiłł, XI ordynat, syn poprzedniego
- Ferdynand Radziwiłł, XII ordynat, syn poprzedniego
- Janusz Franciszek Radziwiłł, XIII ordynat, syn poprzedniego
- Edmund Ferdynand Radziwiłł, XIV ordynat, trzeci syn poprzedniego

### Ordynacja Dawidgródecka
- Stanisław Wilhelm Radziwiłł, I ordynat,
- Karol Mikołaj Radziwiłł, II ordynat, kuzyn poprzedniego